# Кап-Рошу
Кап-Рошу (рум. Cap Roșu) — село у повіті Прахова в Румунії. Входить до складу комуни Флорешть.
Село розташоване на відстані 72 км на північ від Бухареста, 22 км на північний захід від Плоєшті, 68 км на південь від Брашова.

## Населення
За даними перепису населення 2002 року у селі проживали 292 особи, з них 290 осіб (99,3%) румунів. Рідною мовою 290 осіб (99,3%) назвали румунську.